# عصفور (استان طارف)

موقعیت جغرافیایی این شهر

عصفور (به عربی: عصفور) یک شهرداری در الجزایر است که در استان الطارف واقع شده‌است.
 عصفور  ۱۰٬۶۳۲ نفر جمعیت دارد.